# РепРап
РепРап пројекат је иницијатива развоја 3Д штампача који може да штампа већину својих сопствених делова. РепРап (скраћеница за репликујући рапидни прототипер) користи варијанту моделирања таложним стапањем, адитивне производне технологије. Пројекат ово зове Фабрикација топљеним влакном (ФФФ) да би избегао проблеме око власништва жига за израз „моделирање таложним стапањем“.
Као отворени дизајн, сви типови штампача произведени у пројекту су објављени под лиценцом за слободни софтвер, ГНУ-овом Општом јавном лиценцом.
До данас, РепРап пројекат је објавио четири 3Д машине за штампање: „Дарвин“, објављен у марту 2007, „Мендел“, објављен у октобру 2009, „Пруса Мендел“ и „Хаксли“, објављени 2010. Аутори су их назвали по познатим биолозима пошто је „сврха РепРапа репликација и еволуција“.
Због могућности самореплицирања машине, аутори предвиђају могућност да се РепРап јединице јефтино достављају људима и заједницама, омогућавајући им да стварају (или преузимају са Интернета) сложене производе, без потребе за скупом индустријском инфраструктуром, укључујући научну опрему. Њихова намера за РепРап је да покаже еволуцију у овом процесу, као и да се број РепРапова експоненцијално повећава.

## Хардвер
Пошто је РепРап пројекат отвореног кода осмишљен да подстакне еволуцију, постоје многе његове варијанте, а дизајнери су слободни да направе измене и замене како им одговара. Ипак, РепРап 3Д штампачи се генерално састоје од екструдера термопластике постављеног на компјутерски контролисаној картезијанској XYZ платформи. Платформа је изграђена од челичних шипки и брезона повезаних штампаним пластичним деловима. Све три осе су вођене степ моторима, у X и Y преко зупчастог каиша а у Z помоћу навојних вретена.
У срцу РепРапа је екструдер термопластике. Рани екструдери за РепРап користили су озупчен мотор једносмерне струје који је покретао шраф који је чврсто притискао пластично влакно, приморавајући га да прође кроз загрејану комору за топљење и уску млазницу екструдера. Међутим, због њихове велике инерције, мотори једносмерне струје не могу брзо да се покрену или зауставе, па су стога тешко могли да се прецизно контролишу. Стога, новији екструдери користе степ моторе (понекад озупчене) да покрећу влакно, притискањем влакна између назубљене осовине и лежаја.
Електроника РепРапа се заснива на популарној платформи отвореног кода Ардуино, са додатним плочама за управљање степ моторима. Тренутна верзија електронике користи Сангвино матичну плочу изведену од Ардуина и додатну, прилагођену, Ардуино плочу за контролер екструдера. Ова архитектура омогућава проширење додатним екструдерима, сваки са сопственим контролером.

## Софтвер
Скоро сваки програм за 3Д моделовање или кед може да се користи са РепРапом, све док је у стању да произведе СТЛ фајлове. Аутори користе алате са којима су упознати, без обзира да ли су комерцијални кед програми, као СолидВоркс, или програми за 3Д моделовање отвореног кода попут Блендера или OpenSCAD-а.

## Репликациони материјали
РепРапови могу да штампају предмете од АБС-а, полилактичке киселине и сличних термополимера.